# Іван Давидов
Іван Александров Давидов (болг. Иван Александров Давидов, 5 жовтня 1943, Софія — 19 лютого 2015, Софія) — болгарський футболіст, що грав на позиції півзахисника.
Виступав, зокрема, за клуб «Славія» (Софія), а також національну збірну Болгарії, у складі якої був учасником двох чемпіонатів світу (у 1966 та 1970 роках).

## Клубна кар'єра
У дорослому футболі дебютував 1961 року виступами за команду клубу «Спартак» (Софія). 1962 року перейшов до іншої софійської команди, «Славії», за яку провів наступні десять сезонів своєї кар'єри. Завершив виступи на футбольному полі у 29-річному віці 1971 року.
Помер 19 лютого 2015 року на 72-му році життя у місті Софія.

## Виступи за збірну
1964 року дебютував в офіційних матчах у складі національної збірної Болгарії. Протягом кар'єри у національній команді, яка тривала 7 років, провів у формі головної команди країни 11 матчів, забивши 1 гол.
У складі збірної був учасником чемпіонату світу 1966 року в Англії, чемпіонату світу 1970 року у Мексиці. На кожному з цих турнірів провів по одній грі на групових етапах.